# Власта Храмостова
Власта Храмостова (на чешки Vlasta Chramostová) е чешка театрална и филмова актриса. Известна е с ролите си във филмите „Крематорът на мъртвите“ ( Spalovač mrtvol, 1968), „Бялата госпожа“ (Bílá paní, 1965) и „Секела трябва да бъде убит“ (Je třeba zabít Sekalа, 1998). Два пъти е номинирана за наградата Чешкият лъв. Тя участва още в 139 театрални роли и 140 фотосесии. Тя е и една от първите, подписали Харта 77.

## Биография
Родена е на 17 ноември 1926 г. в гр. Бърно. Власта Храмостова е най-голямото от петте деца на електроинженера Владимир Храмост. Тя израства в село Скрийе (Диковани), Моравия. Селото е разрушено през 1976 г. по време на строителството на атомната електроцентрала Диковани. Нейната леля Блажа Храмостова е директор на училището в Роуховани – село често посещавано от Власта на младини. 
Има два брака. Първият ѝ съпруг Бохумил Павлинец е директор на Чехословашкото радио в Бърно. След развода си живее на семейни начала с Конрад Бабрай (1921 – 1991), скулптор от Бърно. С него има един син Конрад (1959 – 1963), който загива при автомобилна катастрофа. През 1971 г. се омъжва за оператора Станислав Милота, с когото живее до смъртта му през февруари 2019 г. През 2007 г. тя и съпругът ѝ играят главните роли в музикалния видеоклип към песента „План“ (Plan) на групата „Крищоф“ (Kryštof). В тази песен се описва връзката между мъж и жена. Тя е написана за приятелката на фронтмена на групата.
От 1941 до 1945 г. Власта учи в Консерваторията в Бърно при професорите Рудолф Валтер и Зденка Графова. През 1945 – 1946 г. работи в Моравския театър в гр Омолоуц. След това играе четири сезона в Националния театър в Бърно (1946 – 1950). През следващите двадесет години (1950 – 1970) тя свързва своята артистична дейност с пражкия театър „Театър на Винохради“ (Divadlo na Vinohrady), където играе редица главни роли, като Мария Стюарт, Анна Каренина, Роксана.
През 1965 год. става Заслужил артист. Дублира редица роли в радиото и телевизията.
През периода 1962 – 1968 г. е член на Комунистическата партия на Чехословакия. Тогава е и сътрудник на Държавна сигурност с кодовото име „Клара“. По собствените ѝ думи „по-добре да си глупав на млади години и да помъдрееш на стари, отколкото обратното“.

## Театърът Апартаментът
Когато през 1973 г Власта напуска театъра във Винохради, което се случва в знак на протест срещу уволнението на директора му Ф. Павличек, чешките сцени остават затворени за нея и не ѝ е позволено да играе публично. Тогава тя решава да организира театрални представления в собствения си апартамент. Така възниква бутиковият театър „Апартаментът“. Тогава нейният съпруг операторът Станислав Милота, участва в подготовката и управлението на театъра. Той си сътрудничи с драматурга и режисьор Любош Писториус. В работата на театъра вземат участие и други изолирани от културния живот в страната личности, като драматурзите Павел Кохоут, Франтишек Павличек, актьорът Павел Ландовски, Вацлав Хавел и фолк певецът – композитор Властимил Тржешняк. На някои от представленията са направени и филмови записи. През 1979 г. е направен запис на текстовете на Ярослав Зайферт, прочетени от Власта Храмостова.
През 1988 г. в Италия е заснет филмът Angeli del Potere, който е вдъхновен от съдбата на актрисата Власта Храмостова. Заснет е по пиесата на Павел Кохоут „Мария се бори с ангели“. Главната героиня се играе от актрисата Джитка Франтова. Музиката за филма е написана от композитора Енио Мориконе.
През 1991 г. Власта Храмостова става член на драматичния състав на Народения театър в Прага. На 31 декември 2010 г. тя преустановява дейността си в Народния театър. На 17 ноември 2011 г. тя напълно прекратява актьорската си дейност.
Умира на 6 октомври 2019 г. в Прага.

## Признание
- През 1998 г. президентът Вацлав Хавел награждава Власта Храмостова с „Ордена на  Томаш Гариг Масарик“ III степен за изключителни заслуги към демокрацията и борбата за правата на човека.
- През същата година, в качеството си на почетен член и основател на „Демократичното движение на Масарик“, тя получава и „Почетния медал на  Томаш Гариг Масарик“ за съхраняване на неговото наследство.